# Notodanthonia
Notodanthonia is een geslacht uit de grassenfamilie (Poaceae). De soorten van dit geslacht komen voor in delen van Australië en Nieuw-Zeeland.